# Luca Gelfi
Luca Gelfi (Bérgamo, 21 de junio de 1966 - Torre de Roveri, 3 de enero de 2009) fue un ciclista profesional italiano. Debutó como profesional el año 1988 en el equipo italiano Del Tongo y se retiró el año 1998.
Como profesional solamente consiguió dos victorias, pero de especial relevancia: en el Giro de Italia 1990, que ganó el también italiano Gianni Bugno, con finales en Fabriano y Cuneo.
Falleció el 3 de enero de 2009, a los 42 años, al suicidarse a causa de una fuerte depresión. Apareció sin vida en la tienda de bicicletas que regentaba en Torre de Roveri, Italia.

## Palmarés
1990
- 2 etapas del Giro de Italia

## Equipos
- Del Tongo (1988-1991)
- GB-MG Maglificio (1992)
- Eldor-Viner (1993)
- Brescialat (1994-1997)
- Ros Mary-Amica Chips (1998)